# فانوس ۲۳
فانوس ۲۳ (به انگلیسی: Beacon 23) یک مجموعه تلویزیونی علمی-تخیلی آمریکایی به تهیه‌کنندگی زک پن است. این سریال بر اساس مجموعه داستان کوتاهی به همین نام اثر هیو هاوی تهیه شده‌است. این سریال با بازی لینا هیدی و استفان جیمز، محصول مشترک اسپکتروم و رسانه بوت واکر است. اولین نمایش این سریال از شبکه ام‌جی‌ام+ در ۱۲ نوامبر ۲۰۲۳ در ایالات متحده انجام شد.